# Quinapril
Quinapril ist ein Arzneistoff aus der Gruppe der ACE-Hemmer, der in der Behandlung von Hypertonie und Herzinsuffizienz, oft in Kombination mit Diuretika oral eingesetzt wird. Übliche Verwendungsform ist das Hydrochlorid.

## Klinische Angaben

### Gegenanzeigen
Kontraindiziert ist Quinapril bei angioneurotischem oder sonstigem Angioödem, hier insbesondere bei Kombination mit Sacubitril bzw. Valsartan. Auch bei Arterienstenosen im Zusammenhang der Nieren, der Aorta oder der Mitralklappen darf es nicht angewendet werden. Ob Quinapril eingenommen wird, ist außerdem für eine Reihe von medizinischen Behandlungsmethoden relevant, die demnach ggf. angepasst werden müssen oder bei deren Notwendigkeit die Einnahme von Quinapril pausiert oder durch ein anderes Medikament ersetzt werden muss.

### Anwendung während Schwangerschaft und Stillzeit
Die Anwendung während Schwangerschaft und Stillzeit ist kontraindiziert.

### Besondere Patientengruppen
Quinapril darf bei Dialysepatienten nicht angewendet werden. Kritisch ist die Anwendung auch bei Proteinurie sowie allgemein bei Elektrolytstörungen oder gestörter Immunreaktion.

### Unerwünschte Wirkungen
Häufige Nebenwirkungen sind Schmerzen im Brustkorb, Erschöpfung, Schwächegefühl, Schwindel, Sehstörungen (ggf. auch mit Bewusstseinsverlust), Übelkeit, Erbrechen, Durchfall, Bauchschmerzen, Benommenheit, allergische Hautreaktionen und Nierenfunktionsstörungen.

## Pharmakologische Eigenschaften

### Wirkungsmechanismus
Quinapril inhibiert das Angiotensin-konvertierende Enzym, welches die Umsetzung von Angiotensin I zu Angiotensin II katalysiert. Angiotensin II ist ein starker Vasokonstriktor und sorgt dadurch für erhöhten Blutdruck. Durch reduzierte Angiotensin-Bildung wird allerdings auch die Plasma-Konzentration von Aldosteron reduziert, was zu einer erhöhten Natrium-Exkretion im Urin und erhöhter Kalium-Konzentration führt.

## Sonstige Informationen

### Chemische und pharmazeutische Informationen
Quinapril ist ein synthetisches Dipeptid aus L-Homophenylalanin und L-Alanin, welches am C-Terminus ethoxyliert und am N-Terminus durch eine (3S)-1,2,3,4-Tetrahydroisochinolincarbonsäure amidiert ist.

### Geschichtliches
Quinapril wurde 1980 patentiert und wird seit 1989 angewendet.

## Handelsnamen
Monopräparat: Accupro (Pfizer).